# Kanaku
Kanaku is een dorp in het district Southern in Botswana. De plaats telt 188 inwoners (2011).